# 布卢瓦伯爵
布卢瓦伯国是位于巴黎以南、围绕布卢瓦形成的伯国。历任布卢瓦伯爵与英格兰国王、法兰西国王、布列塔尼公爵有过多次联姻，同时拥有沙特尔、沙托丹、香槟等地的伯爵头衔。沙蒂永家族的布卢瓦伯爵将土地和财产卖给奥尔良公爵后这个头衔不再被使用。随着奥尔良公爵路易二世入主王位，这个伯国成为王室的一部分。

## 布卢瓦子爵
- 加尔内戈，？-906年。
- 长者蒂博（法语：Thibaud l'Ancien），906年 - 943年。同时是图赖讷子爵。
- 蒂博一世（法语：Thibaud Ier de Blois），943年 - 960年。长者蒂博之子。956年，巴黎伯爵大于格死后，蒂博一世在西法兰克国王洛泰尔的支持下获得沙托丹和沙特尔以削弱罗伯特家族的势力，960年开始被称为布卢瓦伯爵。

## 布卢瓦伯爵

### 布卢瓦家族

布卢瓦家族的纹章

- 蒂博一世（法语：Thibaud Ier de Blois），960年 - 975年/978年。同时是沙特尔伯爵（法语：Liste des comtes et ducs de Chartres）、图赖讷伯爵（法语：Liste des comtes et ducs de Touraine）和沙托丹伯爵（法语：Liste des comtes et vicomtes de Châteaudun）。娶韦尔芒杜瓦伯爵埃贝尔二世之女。
- 厄德一世，975年/978年 - 995/996年。蒂博一世之子。同时是沙特尔伯爵、图赖讷伯爵和沙托丹伯爵。982年从舅舅那里继承了兰斯伯爵和普罗万伯爵。娶勃艮第国王康拉德三世之女。
- 蒂博二世（法语：Thibaut II de Blois），995/996年 - 1004年。厄德一世之子。同时是沙特尔伯爵、图赖讷伯爵、沙托丹伯爵、普罗万伯爵（法语：Liste des comtes de Provins）和兰斯伯爵（法语：Liste des comtes de Reims）。
- 厄德二世，1004年 - 1037年。厄德一世之子。同时是沙特尔伯爵、图赖讷伯爵、沙托丹伯爵普罗万伯爵和兰斯伯爵。1022年从表兄那里继承了特鲁瓦伯爵和莫城伯爵。
- 蒂博三世，1037年 - 1089年。厄德二世之子。同时是沙特尔伯爵、图赖讷伯爵（直到1044年）和沙托丹伯爵，1063年从兄弟那里继承了沙托丹伯爵、普罗万伯爵、特鲁瓦伯爵和莫城伯爵。他的一个儿子于格一世继承了父亲在香槟地区的地产，成为第一个香槟伯爵。
- 艾蒂安-亨利，1089年 - 1102年。蒂博三世之子。同时是沙特尔、沙托丹伯爵和莫城伯爵。娶英格兰国王征服者威廉之女。他是英格兰国王斯蒂芬的父亲。
- 蒂博四世，1102年 - 1152年。艾蒂安-亨利之子。同时是沙特尔、沙托丹伯爵和莫城伯爵。1125年从于格一世那里继承了香槟。
- 蒂博五世，1152年 - 1191年。蒂博四世次子。同时是沙特尔伯爵、沙托丹伯爵。娶法国国王路易七世之女。
- 路易一世，1191年 - 1205年。蒂博五世之子。同时是沙特尔伯爵、沙托丹伯爵。1184年由于婚姻成为克莱蒙伯爵。
- 蒂博六世（法语：Thibaut VI de Blois），1205年 - 1218年。路易一世之子。同时是沙托丹伯爵。
- 布卢瓦的玛格丽特（法语：Marguerite de Blois），1218年 - 1230年。蒂博五世之女。同时是沙托丹伯爵。嫁给了戈蒂埃二世·德·阿韦讷（法语：Gautier II d'Avesnes）。

### 阿韦讷家族
- 阿韦讷的玛丽（法语：Marie d'Avesnes (1200-1241)），1230年 - 1241年。玛格丽特之女。同时是沙托丹伯爵。嫁给了圣波勒伯爵于格一世·德·沙蒂永-圣波勒（法语：Hugues Ier de Châtillon-Saint-Pol）。

### 沙蒂永家族

布卢瓦-沙蒂永家族的纹章

- 让一世（法语：Jean Ier de Blois-Châtillon），1241年 - 1280年。玛丽之子。同时是沙托丹伯爵。
- 布卢瓦-沙蒂永的让娜（法语：Jeanne de Blois-Châtillon）， 1280年 - 1292年。让一世之女。同时是沙托丹伯爵。嫁给了法国国王圣路易之子皮埃尔。两人无嗣。
- 于格二世，1292年 - 1307年。玛丽之孙，圣波勒伯爵居伊之子。同时是圣波勒伯爵（法语：Liste des comtes de Saint-Pol）、沙托丹伯爵。
- 居伊一世，1307年 - 1342年。于格二世之子。同时是沙托丹伯爵。他是布列塔尼公爵夏尔·德·布卢瓦的父亲。
- 路易二世（法语：Louis II de Blois-Châtillon），1342年 - 1346年。居伊一世之子。同时是沙托丹伯爵。通过婚姻获得了苏瓦松。
- 路易三世（法语：Louis III de Blois-Châtillon），1346年 - 1372年。路易二世长子。同时是沙托丹伯爵、苏瓦松伯爵（法语：Liste des comtes de Soissons）（直到1350年母亲去世）
- 让二世（法语：Jean II de Blois-Châtillon），1372年 - 1381年。路易二世次子。同时是沙托丹伯爵。
- 居伊二世（法语：Guy II de Blois-Châtillon），1381年 - 1397年。路易二世三子，同时是沙托丹伯爵。1350年成为苏瓦松伯爵，普瓦捷战役后成为人质，1367年卖掉苏瓦松以换取赎金。1391年独子去世后，心灰意冷的居伊二世将布卢瓦和沙托丹卖给了奥尔良公爵路易。直到1397年去世，居伊二世仍住在布卢瓦但只有用益物权。

沙托丹后来被分封给奥尔良公爵路易的儿子让·德·迪努瓦，形成迪努瓦伯国。以后的奥尔良公爵没有再单独使用布卢瓦伯爵这个头衔。